# Cmentarzysko w Judzikach

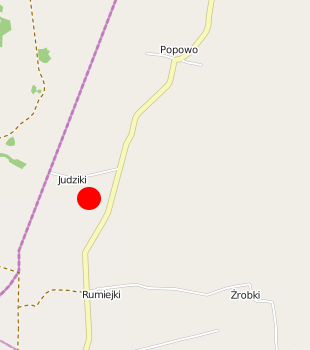
Położenie cmentarzyska w Judzikach (czerwona kropka)

Cmentarzysko w Judzikach – cmentarzysko ciałopalne z II–III w. n.e. we wsi Judziki w gminie Bargłów Kościelny w pow. augustowskim w woj. podlaskim, przypisywane ludom bałtyckim.

## Opis cmentarzyska
Cmentarzysko używane było prawdopodobnie w II poł. II w. n.e. i w I poł. III w. n.e. przez grupę wschodnio-mazurską ludności bałtyjskiej, z której w średniowieczu wykształcili się Jaćwingowie. Aczkolwiek niektóre znalezione przedmioty wykazują cechy typowe dla wcześniejszego okresu późnolateńskiego.
Cmentarzysko znajduje się 150 m na południowy wschód od południowego krańca wsi. Zostało odkryte w 1937 podczas kopania żwiru i piasku. W trakcie tych prac większość grobów zniszczono, a część zabytków uległa rozproszeniu. Archeologicznie zostało przebadanych 16 grobów. Prawdopodobnie pierwotnie cmentarzysko zawierało kilkadziesiąt grobów.
Groby odkryto na głębokości kilkudziesięciu centymetrów. Większość z nich stanowiły pojedyncze groby popielnicowe z przepalonymi kości. Oprócz tego zanotowano podwójne groby popielnicowe, groby jamowe i skupiska kości. W części popielnic kości ułożone były w porządku anatomicznym. Niektóre z naczyń obsypane były szczątkami stosu. Część popielnic była zniszczona, poprzerastana korzeniami roślin. Groby są charakterystyczne dla obszaru Prus Wschodnich w okresie rzymskim.

## Zabytki
Najwięcej zabytków znajdowało się w grobach popielnicowych. Przedmioty umieszczone były zarówno w popielnicach, jak i na zewnątrz nich. Naczynia z prostymi ornamentami wykonane były z gliny lepionej ręcznie.

### Przedmioty znalezione w grobach
- Ceramika:
  - popielnice
  - misy gliniane
  - garnki
  - fragmenty zdobionych i niezdobionych naczyń
- Przedmioty związane z ubiorem:
  - sprzączki do pasa
  - pierścienie żelazne
  - szpile z brązu
  - zapinki z brązu
  - wisiorki z brązu
  - paciorki ze szkła niebieskiego
  - fragmenty okuć
- Narzędzia:
  - noże i nożyki żelazne
  - krzesiwo żelazne
  - szydło żelazne
  - osełka z piaskowca
- Broń:
  - siekiery i toporki żelazne
  - groty żelazne oszczepu i dzirytu
  - imacz tarczy żelazny
  - ostrogi żelazne
  - części wędzideł żelaznych